# ساوث زانيسفيل (أوهايو)
ساوث زانيسفيل (بالإنجليزية: South Zanesville, Ohio)‏ هي قرية تقع في الولايات المتحدة في مقاطعة مسكنغم، أوهايو. يقدر عدد سكانها بـ 1,989 نسمة ومساحتها 2.15 كم2 وترتفع عن سطح البحر 225 متر.

## التركيبة السكانية
قام مكتب تعداد الولايات المتحدة بتحديد بيانات التركيبة السكانية لساوث زانيسفيل في تعداد الولايات المتحدة. في ما يلي، التركيبة السكانية حسب تعدادي 2000 و2010.

### تعداد عام 2000
بلغ عدد سكان ساوث زانيسفيل 1,936 نسمة بحسب تعداد عام 2000، وبلغ عدد الأسر 797 أسرة وعدد العائلات 540 عائلة مقيمة في القرية.
وتوزع التركيب العرقي للقرية بنسبة 97.73% من البيض و 0.21% من الأمريكيين الأصليين و 0.10% من الأمريكيين ذوي الأصول الآسيوية و 1.08% من الأمريكيين الأفارقة و 0.77% من عرقين مختلطين أو أكثر.
بلغ عدد الأسر 797 أسرة كانت نسبة 32.1% منها لديها أطفال تحت سن الثامنة عشر تعيش معهم، وبلغت نسبة الأزواج القاطنين مع بعضهم البعض 48.8% من أصل المجموع الكلي للأسر، ونسبة 13.6% من الأسر كان لديها معيلات من الإناث دون وجود شريك، وكانت نسبة 32.2% من غير العائلات. تألفت نسبة 26.5% من أصل جميع الأسر من أفراد ونسبة 10.9% كانوا يعيش معهم شخص وحيد يبلغ من العمر 65 عاماً فما فوق. وبلغ متوسط حجم الأسرة المعيشية 2.90، أما متوسط حجم العائلات فبلغ 2.43.
بلغ العمر الوسطي للسكان 36 عاماً. وكانت نسبة 25.2% من القاطنين تحت سن الثامنة عشر، وكانت نسبة 9.0% بين الثامنة عشر والأربعة وعشرون عاماً، ونسبة 29.7% كانت واقعةً في الفئة العمرية ما بين الخامسة والعشرون حتى والأربعة وأربعون عاماً، ونسبة 21.3% كانت ما بين الخامسة والأربعون حتى الرابعة والستون، ونسبة 14.7% كانت ضمن فئة الخامسة والستون عاماً فما فوق. يوجد لكل 100 أنثى 89.6 ذكر، ويوجد لكل 100 أنثى في الثامنة عشر من عمرها فما فوق 89.0 ذكر.
بلغ متوسط دخل الأسرة في القرية 32,292 دولار، أما متوسط دخل العائلة فبلغ 37,837 دولار. وكان متوسط دخل الذكور 27,724 دولار مقابل 21,220 دولار للإناث. وسجل دخل الفرد الخاص بالقرية 14,920 دولار. وكانت نسبة 10.3% من العائلات ونسبة 11.1% من السكان تحت خط الفقر،

### تعداد عام 2010
بلغ عدد سكان ساوث زانيسفيل 1,989 نسمة بحسب تعداد عام 2010، وبلغ عدد الأسر 830 أسرة وعدد العائلات 539 عائلة مقيمة في القرية. في حين سجلت الكثافة السكانية 2,396.4 نسمة لكل ميل مربع (925.3/كم2). وبلغ عدد الوحدات السكنية 902 وحدة بمتوسط كثافة قدره 1,086.7 لكل ميل مربع (419.6/كم2).
وتوزع التركيب العرقي للقرية بنسبة 94.1% من البيض و 0.3% من الأمريكيين الأصليين و 0.1% من الأمريكيين ذوي الأصول الآسيوية و 0.1% من سكان جزر المحيط الهادئ و 3.0% من الأمريكيين الأفارقة و 2.4% من عرقين مختلطين أو أكثر.
بلغ عدد الأسر 830 أسرة كانت نسبة 34.9% منها لديها أطفال تحت سن الثامنة عشر تعيش معهم، وبلغت نسبة الأزواج القاطنين مع بعضهم البعض 39.0% من أصل المجموع الكلي للأسر، ونسبة 18.4% من الأسر كان لديها معيلات من الإناث دون وجود شريك، بينما كانت نسبة 7.5% من الأسر لديها معيلون من الذكور دون وجود شريكة وكانت نسبة 35.1% من غير العائلات. تألفت نسبة 29.5% من أصل جميع الأسر من أفراد ونسبة 12.1% كانوا يعيش معهم شخص وحيد يبلغ من العمر 65 عاماً فما فوق. وبلغ متوسط حجم الأسرة المعيشية 2.90، أما متوسط حجم العائلات فبلغ 2.40.
بلغ العمر الوسطي للسكان 37.1 عاماً. وكانت نسبة 25.9% من القاطنين تحت سن الثامنة عشر، وكانت نسبة 7.7% بين الثامنة عشر والأربعة وعشرون عاماً، ونسبة 25.6% كانت واقعةً في الفئة العمرية ما بين الخامسة والعشرون حتى والأربعة وأربعون عاماً، ونسبة 27.1% كانت ما بين الخامسة والأربعون حتى الرابعة والستون، ونسبة 13.4% كانت ضمن فئة الخامسة والستون عاماً فما فوق. وتوزع التركيب الجنسي للسكان بنسبة 48.3% ذكور و51.7% إناث.